# Александрс Ісаковс
Александрс Ісаковс (латис. Aleksandrs Isakovs, нар. 16 вересня 1973, Даугавпілс) — латвійський футболіст, що грав на позиції захисника.
Виступав, зокрема, за клуби «Дінабург» та «Сконто», а також національну збірну Латвії.

## Клубна кар'єра
У дорослому футболі дебютував 1992 року виступами за команду «Дінабург», у якій провів сім сезонів, взявши участь у 169 матчах чемпіонату. Більшість часу, проведеного у складі «Дінабурга», був основним гравцем захисту команди.
Згодом з 1999 по 2001 рік грав у складі команд «Локомотив-НН», «Аланія», «Волгар» (Астрахань), «Дінабург» та «Волгар» (Астрахань).
Своєю грою за останню команду привернув увагу представників тренерського штабу клубу «Сконто», до складу якого приєднався 2002 року. Відіграв за ризький клуб наступні п'ять сезонів своєї ігрової кар'єри. Граючи у складі «Сконто» також здебільшого виходив на поле в основному складі команди.
Завершив ігрову кар'єру у команді «Даугава» (Даугавпілс), за яку виступав протягом 2007 року.

## Виступи за збірну
У 1997 році дебютував в офіційних матчах у складі національної збірної Латвії.
У складі збірної був учасником чемпіонату Європи 2004 року у Португалії.
Загалом протягом кар'єри в національній команді, яка тривала 9 років, провів у її формі 59 матчів.
| Дата       | Місто           | Господарі   | Результат | Гості       | Турнір                      | Голи | Примітки |
| ---------- | --------------- | ----------- | --------- | ----------- | --------------------------- | ---- | -------- |
| 11-7-1997  | Вільнюс         | Литва       | 1 – 0     | Латвія      | Кубок Балтії                | -    | 46'      |
| 6-2-1998   | Та-Калі         | Грузія      | 2 – 1     | Латвія      | товариський матч            | -    | 79'      |
| 10-2-1998  | Та-Калі         | Албанія     | 2 – 2     | Латвія      | товариський матч            | -    | 69'      |
| 21-4-1998  | Лієпая          | Латвія      | 1 – 2     | Литва       | Кубок Балтії                | -    | 67'      |
| 17-5-1998  | Рига            | Латвія      | 1 – 5     | Ізраїль     | товариський матч            | -    | 75'      |
| 6-9-1998   | Осло            | Норвегія    | 1 – 3     | Латвія      | Відбір до ЧЄ 2000           | -    | 81'      |
| 10-10-1998 | Рига            | Латвія      | 1 – 0     | Грузія      | Відбір до ЧЄ 2000           | -    | 75'      |
| 14-10-1998 | Марибор         | Словенія    | 1 – 0     | Латвія      | Відбір до ЧЄ 2000           | -    |          |
| 10-11-1998 | Туніс (місто)   | Туніс       | 2 – 0     | Латвія      | товариський матч            | -    |          |
| 24-2-1999  | Єрусалим        | Ізраїль     | 3 – 0     | Латвія      | товариський матч            | -    | 68'      |
| 31-3-1999  | Рига            | Латвія      | 0 – 0     | Греція      | Відбір до ЧЄ 2000           | -    | 27'      |
| 28-4-1999  | Рига            | Латвія      | 0 – 0     | Албанія     | Відбір до ЧЄ 2000           | -    |          |
| 25-6-1999  | Куритиба        | Бразилія    | 3 – 0     | Латвія      | товариський матч            | -    |          |
| 8-9-1999   | Тбілісі         | Грузія      | 2 – 2     | Латвія      | Відбір до ЧЄ 2000           | -    | 59'      |
| 2-2-2000   | Пафос           | Латвія      | 0 – 2     | Румунія     | Міжнародний турнір на Кіпрі | -    |          |
| 2-6-2001   | Брюссель        | Бельгія     | 3 – 1     | Латвія      | Відбір до ЧС 2002           | -    |          |
| 6-6-2001   | Рига            | Латвія      | 0 – 1     | Хорватія    | Відбір до ЧС 2002           | -    | 21'      |
| 15-8-2001  | Рига            | Латвія      | 0 – 1     | Україна     | товариський матч            | -    | 81'      |
| 6-10-2001  | Глазго          | Шотландія   | 2 – 1     | Латвія      | Відбір до ЧС 2002           | -    |          |
| 14-11-2001 | Рига            | Латвія      | 1 – 3     | Росія       | товариський матч            | -    |          |
| 27-3-2002  | Есперанж        | Люксембург  | 0 – 3     | Латвія      | товариський матч            | -    | 82'      |
| 17-4-2002  | Вентспілс       | Латвія      | 2 – 1     | Казахстан   | товариський матч            | -    |          |
| 22-5-2002  | Гельсінкі       | Фінляндія   | 2 – 1     | Латвія      | товариський матч            | -    | 18'      |
| 6-7-2002   | Рига            | Латвія      | 2 – 0     | Азербайджан | товариський матч            | -    |          |
| 21-8-2002  | Рига            | Латвія      | 2 – 4     | Білорусь    | товариський матч            | -    | 79'      |
| 7-9-2002   | Рига            | Латвія      | 0 – 0     | Швеція      | Відбір до ЧЄ 2004           | -    |          |
| 12-10-2002 | Варшава         | Польща      | 0 – 1     | Латвія      | Відбір до ЧЄ 2004           | -    |          |
| 20-11-2002 | Серравалле      | Сан-Марино  | 0 – 1     | Латвія      | Відбір до ЧЄ 2004           | -    |          |
| 12-2-2003  | Анталія         | Латвія      | 2 – 1     | Литва       | товариський матч            | -    |          |
| 2-4-2003   | Київ            | Україна     | 1 – 0     | Латвія      | товариський матч            | -    |          |
| 30-4-2003  | Рига            | Латвія      | 3 – 0     | Сан-Марино  | Відбір до ЧЄ 2004           | -    | 86'      |
| 7-6-2003   | Будапешт        | Угорщина    | 3 – 1     | Латвія      | Відбір до ЧЄ 2004           | -    |          |
| 4-7-2003   | Валга           | Латвія      | 2 – 1     | Литва       | Кубок Балтії                | -    |          |
| 5-7-2003   | Таллінн         | Естонія     | 0 – 0     | Латвія      | Кубок Балтії                | -    | 33'      |
| 6-9-2003   | Рига            | Латвія      | 0 – 2     | Польща      | Відбір до ЧЄ 2004           | -    | 42'      |
| 11-10-2003 | Стокгольм       | Швеція      | 0 – 1     | Латвія      | Відбір до ЧЄ 2004           | -    | 74'      |
| 15-11-2003 | Рига            | Латвія      | 1 – 0     | Туреччина   | Відбір до ЧЄ 2004           | -    |          |
| 19-11-2003 | Стамбул         | Туреччина   | 2 – 2     | Латвія      | Відбір до ЧЄ 2004           | -    |          |
| 18-2-2004  | Ларнака         | Казахстан   | 1 – 3     | Латвія      | Міжнародний турнір на Кіпрі | -    |          |
| 19-2-2004  | Лімасол         | Угорщина    | 2 – 2     | Латвія      | Міжнародний турнір на Кіпрі | -    |          |
| 21-2-2004  | Ларнака         | Латвія      | 1 – 4     | Білорусь    | Міжнародний турнір на Кіпрі | -    | 19'      |
| 31-3-2004  | Целє (місто)    | Словенія    | 0 – 1     | Латвія      | товариський матч            | -    |          |
| 28-4-2004  | Рига            | Латвія      | 0 – 0     | Ісландія    | товариський матч            | -    |          |
| 15-6-2004  | Авейру          | Чехія       | 2 – 1     | Латвія      | ЧЄ 2004                     | -    |          |
| 19-6-2004  | Порту           | Німеччина   | 0 – 0     | Латвія      | ЧЄ 2004                     | -    | 1'       |
| 23-6-2004  | Брага           | Латвія      | 0 – 3     | Нідерланди  | ЧЄ 2004                     | -    |          |
| 18-8-2004  | Рига            | Латвія      | 0 – 2     | Уельс       | товариський матч            | -    |          |
| 4-9-2004   | Рига            | Латвія      | 0 – 2     | Португалія  | Відбір до ЧС 2006           | -    |          |
| 8-9-2004   | Люксембург      | Люксембург  | 3 – 4     | Латвія      | Відбір до ЧС 2006           | -    | 73'      |
| 9-10-2004  | Братислава      | Словаччина  | 4 – 1     | Латвія      | Відбір до ЧС 2006           | -    |          |
| 13-10-2004 | Рига            | Латвія      | 2 – 2     | Естонія     | Відбір до ЧС 2006           | -    |          |
| 17-11-2004 | Вадуц           | Ліхтенштейн | 1 – 3     | Латвія      | Відбір до ЧС 2006           | -    |          |
| 8-2-2005   | Строволос       | Фінляндія   | 2 – 1     | Латвія      | Міжнародний турнір на Кіпрі | -    | 75'      |
| 30-3-2005  | Рига            | Латвія      | 4 – 0     | Люксембург  | Відбір до ЧС 2006           | -    |          |
| 21-5-2005  | Каунас          | Литва       | 2 – 0     | Латвія      | Кубок Балтії                | -    |          |
| 4-6-2005   | Санкт-Петербург | Росія       | 2 – 0     | Латвія      | Відбір до ЧС 2006           | -    | 39' 85'  |
| 7-9-2005   | Рига            | Латвія      | 1 – 1     | Словаччина  | Відбір до ЧС 2006           | -    |          |
| 8-10-2005  | Рига            | Латвія      | 2 – 2     | Японія      | товариський матч            | -    |          |
| 12-10-2005 | Порту           | Португалія  | 3 – 0     | Латвія      | Відбір до ЧС 2006           | -    |          |
| 12-11-2005 | Вітебськ        | Білорусь    | 3 – 1     | Латвія      | товариський матч            | -    | 87'      |
| Усього     |                 | Матчів      | 59        |             | Голів                       | 0    |          |